# Rachel Alexandra
Rachel Alexandra, född 29 januari 2006 på Heaven Trees Farm i Lexington i Kentucky i USA, är ett engelskt fullblod som tävlade mellan 2008 och 2010. Hon tränades inledningsvis av Hal Wiggins, och senare Steve Asmussen. Hon reds av Brian Hernandez Jr. i fem starter, sedan av Calvin Borel.

## Karriär
Rachel Alexandra tävlade mellan 2008 och 2010, och sprang totalt in 3 506 730 dollar på 19 starter, varav 13 segrar och 5 andraplatser. Hon tog karriärens största segrar i Kentucky Oaks (2009) och Preakness Stakes (2009). Hon har även segrat i Golden Rod Stakes (2008), Martha Washington Stakes (2009), Fair Grounds Oaks (2009), Fantasy Stakes (2009), Mother Goose Stakes (2009), Haskell Invitational Handicap (2009), Woodward Stakes (2009) och Fleur de Lis Handicap (2010)
Då hon segrade i Preakness Stakes 2009, blev hon det första stoet på 85 år att segra i loppet (stoet Nellie Morse segrade i loppet 1924). Hon vann lopp i sex delstater (Kentucky, Louisiana, Arkansas, Maryland, New York och New Jersey. 

### Avelskarriär
Den 28 september 2010 meddelade ägaren Jess Jackson att Rachel Alexandra slutar att tävla för att istället vara verksam som avelssto vid Stonestreet Stables. Hon födde en hingst efter Curlin den 22 januari 2012, som fick namnet Jess's Dream, efter ägaren Jess Jackson.
Hon fick även stoet Rachel's Valentina efter Bernardini, men pensionerades sedan från avelsverksamhet då hon skadat sig under fölningen.
Den 25 april 2016 valdes Rachel Alexandra in i National Museum of Racing and Hall of Fame.